# Pomarkku
Pomarkku (Zweeds: Påmark) is een gemeente in de Finse provincie West-Finland en in de Finse regio Satakunta. De gemeente heeft een landoppervlakte van 301,19 km² en telt 1.980 inwoners (2022).
Eura · Eurajoki · Harjavalta · Huittinen - Jämijärvi · Kankaanpää · Karvia · Kokemäki · Merikarvia · Nakkila · Pomarkku · Pori · Rauma · Siikainen · Säkylä · Ulvila
Voormalige gemeenten:
Ahlainen · Hinnerjoki · Honkajoki · Honkilahti · Kauvatsa · Keikyä · Kiikoinen · Kiukainen · Kodisjoki · Kullaa · Köyliö · Lappi · Lavia · Luvia · Noormarkku · Porin maalaiskunta · Rauman maalaiskunta · Vampula